# Csatorna-hozzáférési mód
A kommunikációban a csatorna-hozzáférési mód meghatározza, hogy az adott kommunikációs csatorna vagy fizikai átviteli médium hogyan osztható meg több felhasználó között.
Példák különböző csatorna-hozzáférési módokra:
- Frekvenciaosztásos többszörös hozzáférés (FDMA -Frequency division multiple access)
- Időosztásos többszörös hozzáférés (TDMA – Time-division multiple access)
- Szórt spektrumú többszörös hozzáférés (SSMA – Spread-spectrum multiple access)
  - direkt sorrendű szórt spektrumú (DS-SS – Direct-sequence spread spectrum)
  - frekvenciaugrásos szórt spektrumú (FH-SS – Frequency-hopping spread spectrum)
  - kód osztásos többszörös hozzáférés (CDMA – Code division multiple access) – the overarching form of DS-SS and FH-SS
- Space division multiple access (SDMA)
- Wavelength division multiple access (WDMA)
- Vivő érzékeléses többszörös hozzáférés a helyi hálózatoknál (Ethernet, Token Ring) alkalmazott megoldások
  - Vivő érzékeléses többszörös hozzáférés, ütközés detektálással (CSMA/CD – Carrier sense multiple access with collision detection)
  - Vivő érzékeléses többszörös hozzáférés, ütközés elkerüléssel (CSMA/CA – Carrier sense multiple access with collision avoidance)
  - Vivő érzékeléses többszörös hozzáférés, ütközés prioritás kezeléssel történő elkerüléssel (CSMA/CARP – Carrier sense multiple access with collision avoidance and Resolution using Priorities)

Ha a hozzáférési módokat arra használjuk, hogy egy kommunikációs csatornán biztosítsuk az az átvitelt előre- és vissza irányba, akkor azok duplexelési módként ismertek, mint például:
- időosztásos duplex (TDD)
- frekvenciaosztásos duplex (FDD)

Meg kell jegyezni, hogy a fenti technológiák hibrid használata a gyakorlatban igen elterjedt. Például, a GSM esetén kombinálták a frekvencia osztásos duplex eljárást a központi adó és cellavezérlő közötti jelek továbbítása esetében, és a TDMA módszert a készülék és a cella közötti kommunikációhoz.
A nyílt rendszerek összekapcsolása vagy az OSI hétrétegű modellje szerint, a csatorna-hozzáférési módokat általában az első rétegben (fizikai réteg) kezelik, illetve valósítják meg.
Véletlen és determinisztikus (osztott és központosított, prioritásos) csatornaelérési módok:
véletlen: ha az állomás forgalmazni szeretne nincs visszatartó erő:
```
   * ALOHA
   * CSMA
   * CSMA/CD
```

osztott: mindig csak egy egységnek van joga forgalmazni, és ez körbejár
```
   * token passing
```

központosított: egy kitüntetett állomás engedélyezi a többinek az adást.
prioritásos:
```
   * CSMA/CA
```

Itt az állomásoknak a címük szerint prioritási osztályokba soroljuk. p1>p2>p3>… Ezek alapján csökken a hozzáférési valószínűség. Az n-edik prioritási osztályba tartozó akkor szólalhat meg, ha az 1…(n-1). osztályba tartozók közül egyik sem akar megszólalni. Ha senki sem akar forgalmazni, akkor az utolsó állomás egy ún. pad-et (töltelék adatot) küld, ezután újraindul az ütemezés.
Ez a módszer kis és nagy terhelés esetén is jó átbocsátóképességet biztosít.

## Kapcsolódó szócikk
- Moduláció (fizika)